# Valettiopsis macrodactyla
Valettiopsis macrodactyla is een vlokreeftensoort uit de familie van de Valettiopsidae. De wetenschappelijke naam van de soort is voor het eerst geldig gepubliceerd in 1909 door Chevreux.